# Eugenia phyllocardia
Eugenia phyllocardia är en myrtenväxtart som beskrevs av Ignatz Urban. Eugenia phyllocardia ingår i släktet Eugenia och familjen myrtenväxter. Inga underarter finns listade i Catalogue of Life.